# Peleliu
Peleliu (Beliliou) – wyspa położona na Pacyfiku, należąca do Palau i zarazem jedna z jednostek administracyjnych tego kraju.

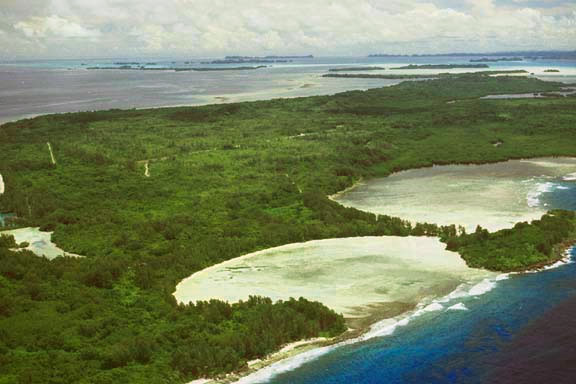
Zdjęcie lotnicze wyspy

Łączna powierzchnia Peleliu wynosi 13 km², na wyspie mieszka około 700 osób (2004) – jest to trzecia pod względem zaludnienia wyspa Palau. Większość wyspiarzy zamieszkuje w położonej na północnym wybrzeżu wiosce Kloulklubed, na wyspie znajdują się jeszcze trzy inne wioski:
- Imelechol
- Lademisang
- Ongeuidel

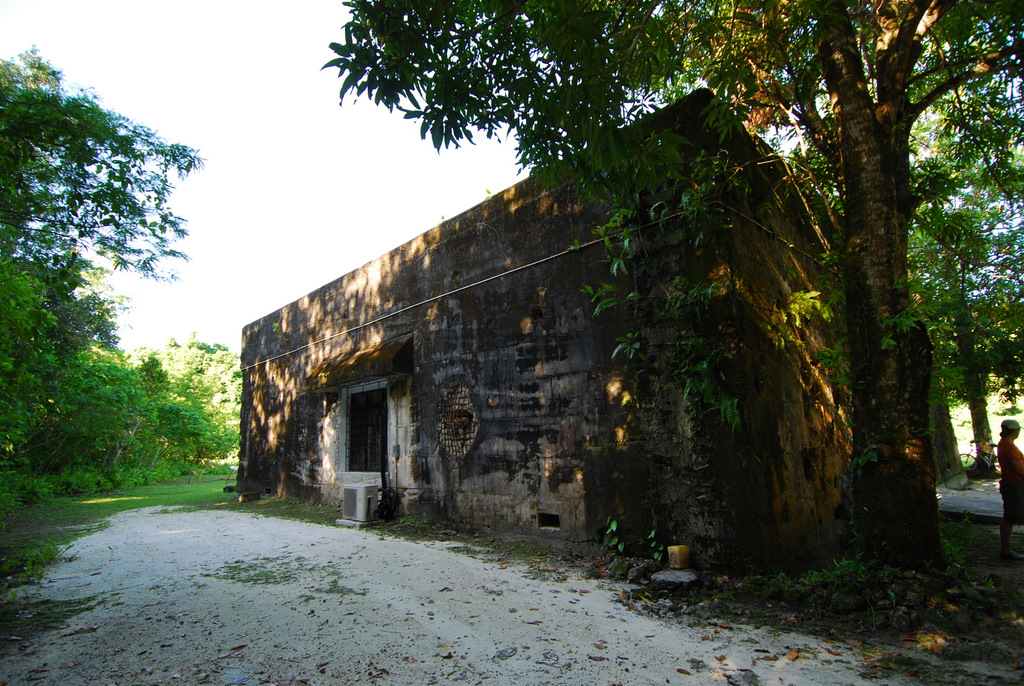
Muzeum na Peleliu w starym bunkrze

W czasie działań wojennych na Pacyfiku Peleliu była miejscem krwawych zmagań pomiędzy wojskami japońskimi i amerykańskimi znanymi jako bitwa o Peleliu. Rozegrała się tu jedna z najkrwawszych bitew amerykańskiej piechoty morskiej, z głęboko urzutowaną obroną japońską, rozmieszczoną w silnych umocnieniach. Do tej pory przetrwała większość instalacji wojskowych zbudowanych w tym okresie.
Obecnie na wyspie znajduje się pomnik upamiętniający wszystkich żołnierzy, którzy zginęli w czasie tych walk.